# Yuka Sato (triatleta)
Yuka Sato (Chiba, 28 de novembro de 1992) é uma triatleta profissional japonesa. 

## Carreira

### Rio 2016
Yuka Sato disputou os Jogos do Rio 2016, terminando em 15º lugar com o tempo de 2:00:01.